# Статън Айлънд
Статън Айлънд (на английски: Staten Island), срещан погрешно и като Стейтън Айлънд, е един от 5-те административни района на град Ню Йорк както и окръг на щата Ню Йорк в САЩ. Статън Айлънд е с население от 464 573 жители (2006) и обща площ от 265,50 км² (102,50 мили²).

## Квартали
Някои квартали на Статън Айлънд:
- Блумфийлд
- Булс Хед
- Грант Сити
- Егбъртвил
- Елм Парк
- Клифтън
- Конкорд
- Ливингстън
- Ню Брайтън
- Ню Спрингвил
- Оукуд
- Плезант Плейнс
- Рос Вил
- Сънисайд
- Тод Хил
- Томпкинсвил
- Травис
- Фреш Килс
- Чарлстън